# 影山堯雄
影山 堯雄（かげやま ぎょうお、1886年8月10日 - 1983年5月22日）は、日蓮宗の僧、仏教史学者。

## 経歴
熊本県人吉市生まれ。1914年日蓮宗大学（現立正大学）卒、1926年日本大学法文学部宗教学科卒。日蓮宗宗学全書編纂委員。日蓮宗大学教授、立正大学教授、日蓮宗学研究所所長。1957年定年退任、名誉教授。1965年「江戸時代における法華教団の布教の研究」で立正大学文学博士。本地院日深上人。

## 著書
- 『新編日蓮宗歴史』同融社 1921
- 『日蓮教団史概説』平楽寺書店 1959
- 『日蓮宗布教の研究』平楽寺書店 1975

### 共編
- 『諸檀林並精貞法類』共編 関観朗 1918
- 『日蓮聖人教団略史』編 浄心閣 1932
- 『日蓮宗不受不施派の研究』編 立正大学仏教学会、1956 増訂再版 平楽寺書店 1972
- 『中世法華仏教の展開 法華経研究』編 平楽寺書店 1974
- 『新編日蓮宗年表』編 日蓮宗宗務院 1989